# Papež Inocenc VII.
Inocenc VII., rojen kot Cosma Migliorati (ali Cosmato, Cosimo de' Migliorati) je bil katoliški papež; * 1336 Sulmona (Abruci, Neapeljsko kraljestvo, danes: Italija); † 6. november 1406, Rim (Italija, Papeška država – danes Vatikan).

## Življenjepis
Papež Inocenc VII. je vladal kot papež »rimske veje« v času Zahodnega razkola. Njegov avinjonski tekmec je bil Benedikt XIII.

### Cerkvena kariera
Cosma (Cosimo, Cosmato) Migliorati se je rodil 1336 v plemiški družini, ki je gojila vojaško in trgovsko izročilo. Vstopil je med škofijske duhovnike in postal upravitelj cerkve Marijinega oznanjenja v Sulmoni. Od 1370 do 1381 je za časa Capograssijevega škofovanja opravil nekaj krajevnih trgovskih poslov. Med 1373 ga listine imenujejo kot nadduhovnika. Študiral je v Bologni in doktoriral iz civilnega in cerkvenega prava kot »decretorum doctor«. 1383 se je napotil v Florenco kot papeški odposlanec v službi Urbana VI.. 

## Papež
Kozma so izvolili kardinali rimske veje za rimskega papeža 17. oktobra 1404. Umeščen in kronan je bil šele 11. novembra istega leta, ko je neapeljski kralj Ladislav Drački vsaj začasno pomiril sprte rimske plemiške rodbine, ki so se bojevale med seboj in s papežem. Pred izvolitvijo je moral obljubiti, da si bo prizadeval za zedinjenje, tudi za ceno lastnega odstopa. Zaradi nemirov v Rimu je moral bežati v Viterbo, od koder se je vrnil šele malo pred smrtjo. 
Kot pohleven in miroljuben človek in ljubitelj klasične literature se je Inocenc po vrnitvi v Rim ukvarjal pretežno s kulturnimi vprašanji. 

### Dela
Nemirni politični dogodki v času njegovega kratkega papeževanja niso preprečili Inocencu VII., da bi se ne lotil prednostnega podpiranja omike in kulture. 1. septembra 1406 je res izdal bulo Ad exaltationem Romanæ Urbis z namenom, da bi okrepil Rimsko univerzo z uvajanjem umetnostnih smeri ter z ustvarjanjem novih oddelkov. V listini, ki jo je priredil humanist Leonardo Bruni, je bil jasno izražen načrt, ki naj bi organsko povezal vseučiliščni študij ter uvedel poznavanje klasične omike, ki naj bi privabila študente vseh narodov. Trud, ki ga je papež vložil v ustvarjanje novega učnega središča za živahno umsko delovanje, je imel pomemben, čeprav le delen uspeh. V dveletnem delovanju so študirali tukaj nekateri izmed največjih ljudi tedanje kulture, kot Leonardo Bruni, Antonio Loschi, Pier Paolo Vergerio, Bartolomeo Aragazzi. Pontifikova smrt je prekinila možno vodilno rimsko vlogo v humanistični kulturi. 
Inocenc je uspel urediti rimsko univerzo »La Sapienza« ter uvedel nove oddelke: medicino, filozofijo in grščino. Obdal se je z lepim številom odličnih umetnikov, ki jih je zaposlil pri izdelovanju umetnin in lepšanju cerkva. Na ta način je podprl humanizem.

## Zahodni razkol
Zahodni razkol imenujemo obdobje v cerkveni zgodovini, ko je katoliška Cerkev imela dva ali celo tri papeže. Nastal je leta 1378 in ni bil verske ali nravne narave, ampak so ga povzročili človeški dejavnik, politične razmere in iskanje primernih oseb za to vzvišeno službo. Začelo se je, ko so kardinali pod hudim pritiskom rimske drhali izvolili 1378 Italijana Urbana VI.; vendar najprej nič ni kazalo na razkol. Najbrž je novemu papežu čast stopila v glavo in se je začel obnašati oblastno in bahato, brezobzirno in arogantno ne le do vernikov, ampak tudi do kardinalov, ki so mu pred kratkim dali glasove - v nasprotju s svojim dozdajšnjim vedenjem, ki je bilo spoštljivo in uglajeno. 

Nasprotovanja med Urbanom VI. in kardinali so se tako zaostrila, da so prerasla v odkrit upor. Vsi francoski kardinali, ki so se jim kasneje pridružili tudi trije italijanski, so odšli iz Rima pod zdravstveno pretvezo. Ko so prišli v Anagni, so vsemu krščanskemu svetu poslali sporočilo, da razglašajo izvolitev Urbana VI. za neveljavno in da Urban zaradi duševnih motenj ni sposoben za najvišjo službo v Cerkvi. Po starih določbah namreč, če papež ni prišteven, po cerkvenem pravu ne more več opravljati svoje službe in mu je treba določiti varuhe. 

20. septembra 1378 so v Fondiju na ozemlju Neapeljskega kraljestva izvolili drugega »zakonitega« papeža, ženevskega kardinala Roberta, ki si je izbral ime Klemen VII.. Kljub pomirjevalnim pobudam sv. Katarine Sienske in Brigite Švedske je Urban VI. imenoval 29 novih kardinalov in 29. aprila 1379 porazil pri Marinu Klemenovo vojsko. Klemen VII. se je takoj odpravil v Avignon, kjer si je uredil svoj papeški sedež – in tako je prišlo do zahodnega razkola. Nekatere dežele so priznavali Klemena, druge pa Urbana. To nenaravno stanje je trajalo skoraj štiri desetletja (1378-1417) in prizadejalo ugledu papeštva nepopravljivo škodo. Dvojni papeški dvor je terjal nove dajatve in tudi podelitve nadarbin so postale dvojne. 
Razkol je v krščanstvo vnesel nepopisno zmedo; nihče ni več vedel, kdo je pravi papež in končalo se je z medsebojnim izobčenjem, da je bilo tako rekoč celo krščanstvo izobčeno. Tudi veliki ljudje tistega časa – celo svetniki – so se različno odločali. Med seboj so bili razdeljeni narodi, škofije in redovi. Današnji uradni seznam navaja med zakonitimi papeži rimsko vejo, in sicer Urbana VI. in njegove naslednike Bonifacija IX., Inocenca VII. in Gregorja XII.; Klemena VII., njegova naslednika Benedikta XIII. in Benedikta XIV. pa prišteva med protipapeže; enako seveda tudi koncilska papeža Aleksandra V. in Janeza XXIII. 

Kljub temu - da se po današnji razvrstitvi papežev in protipapežev zdi zadeva na prvi pogled jasna in preprosta, vendar temu ni tako; teh zapletenosti teologi, pravniki in zgodovinarji vse do danes niso uspeli popolnoma razjasniti in razrešiti. Iz tega čudnega stanja se je izcimila tudi ideja konciliarizma, ki je trdil, da je koncil nad papežem.

### Inocenčev odnos do razkola
Ne malo zgodovinarjev trdi, da papež Inocenc VII. ni napravil ničesar za odpravo zahodnega razkola. 
 Nekateri gredo tako daleč, da  si upajo trditi, da ga je rimsko ljudstvo prav zaradi njegove nedejavnosti v tem pogledu izgnalo iz Rima. 

 
Resnici na ljubo pa je treba priznati, da si je ta papež po svojih močeh le prizadeval za odpravo razkola, vendar pa na svoj način in v skladu s svojimi pogledi; zadevi pa tudi razmere niso šle na roko. Zato so bila vsa dolga razpravljanja jalova, pogovori pa brezuspešni, saj tekmec ni imel resne volje, da bi prišlo do sprave – pa tudi on sam ne; preveč si je namreč bil v svesti in je to tudi neutrudno poudarjal, da je on kot rimski papež edino pravi papež in je zato načelno zavračal pomisel na odstop.
Ko je francoski kralj Karel Ljubljeni (vladal 1380-1422) oblegal Avignon, je bil Benedikt XIII. (avinjonska veja) ranjen in je pobegnil iz mesta. Odtlej je taval od enega do drugega francoskega kraja. 
Rimski papež   Inocenc pa je vprašal znamenitega padovanskega pravoznanca Francesca Zabarella za mnenje o odpravi razkola. Po njegovem nasvetu je 26. decembra 1404 razposlal okrožnico, v kateri je povabil njemu poslušne škofe na koncil v Rim na Vse svete naslednjega leta. Protipapež – da bi se zdelo, da je odvrnil od sebe odgovornost – je pokazal pripravljenost, da tudi on pride v Rim. Za Veliko noč, 31. marca 1405, je res prispel v Genovo, vendar s tolikim oboroženim spremstvom, da so Italijani pomislili, da hoče zasesti Rim ob podpori pretendenta na neapeljski prestol Ludvika II. Anžujskega, a zoper papeža in neapeljskega kralja Ladislava Dračkega. V Genovi je takrat izbruhnila nalezljiva bolezen, zato je taval Benedikt od enega do drugega italijanskega mesta, kar je Rimljane tako vznemirilo, da je moral Inocenc prestaviti koncil na svetega Martina (11. novembra), nato na maja naslednje leto, končno pa – kot pravi izročilo – na Sodni dan. Ko je francoski dvor videl Inocenčevo dobro voljo, mu je postal bolj naklonjen. 

## Smrt in spomin
Umrl je 6. novembra 1406 v Rimu. Razširile so se govorice, da ga je dal zastrupiti prihodnji papež Janez XXIII..

Pokopan je v  Baziliki sv. Petra v Vatikanu. 